# Hisashi Owada
Hisashi Owada (小和田 恆?, Owada Hisashi; Shibata, 18 settembre 1932) è un giurista e diplomatico giapponese.

## Biografia

### Famiglia e studi
Hisashi è nato a Shibata nel 1932, terzo dei sette figli di Takeo (1898-1993) e di Shizuka Tamura. Nel 1955 si laureò all'Università imperiale di Tokyo e superò gli esami per entrare nel servizio diplomatico e consolare. Nel 1959 ottenne un bachelor of Laws al Trinity College dell'Università di Cambridge.
Nel 1962 ha sposato Yumiko Egashira (1938) con la quale ha avuto tre figlie: Masako (1963) e le gemelle Setsuko e Reiko (1966).

### Carriera

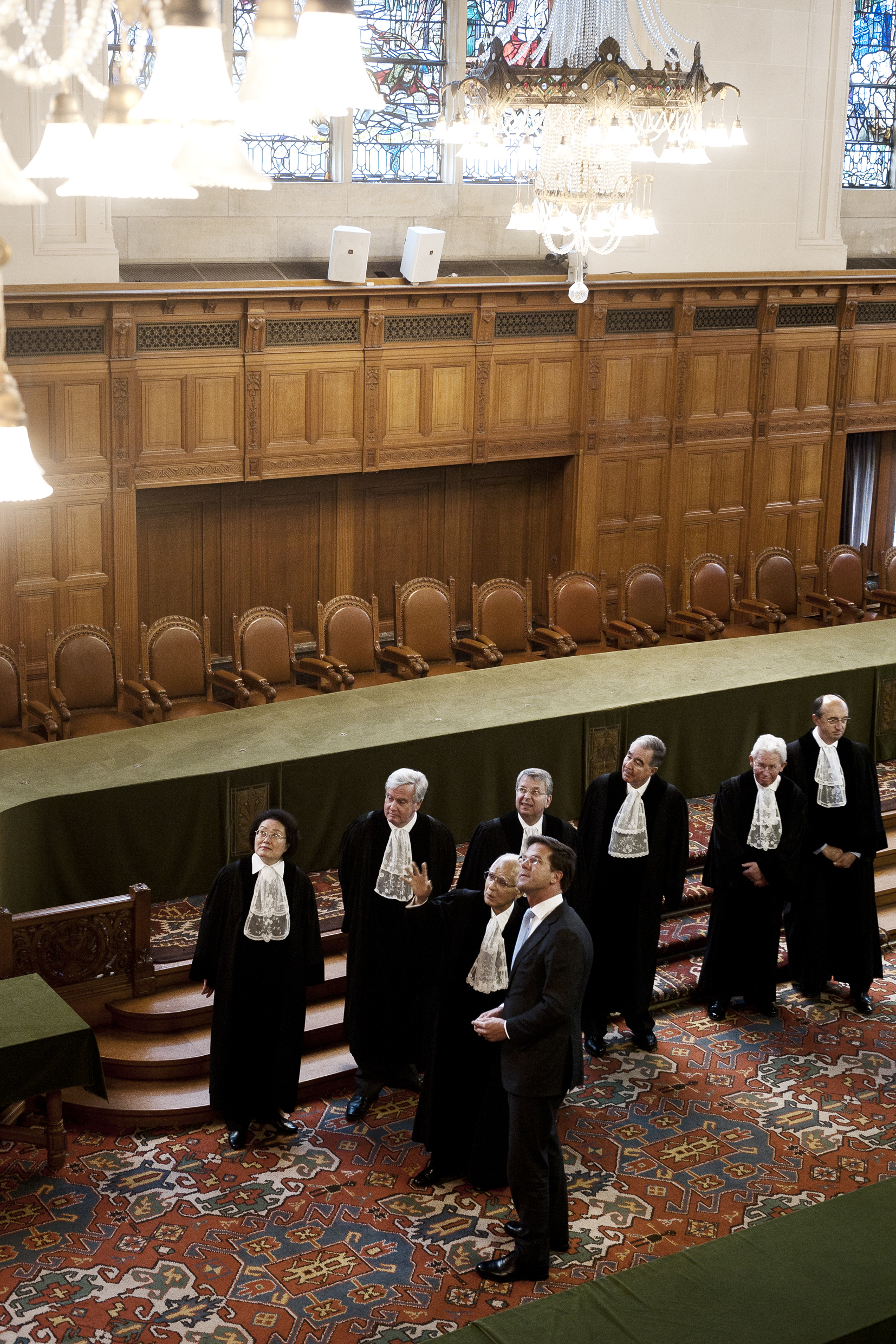
Owada con Mark Rutte alla CIG, 2011

Nel 1960 fece parte della delegazione giapponese alla seconda conferenza per la futura Convenzione delle Nazioni Unite sul diritto del mare (UNCLOS). Dal 1963 fu in servizio a Mosca e poi alle Nazioni Unite (ONU) dal 1969 al 1971. Tra il 1968 e il 1969 rappresentò il Giappone alla Conferenza delle Nazioni Unite sul diritto dei trattati e capeggiò la delegazione giapponese al Sottocomitato Legale del Comitato dell'ONU sugli Usi Pacifici dello spazio esterno e al Comitato Speciale sulle relazioni amichevoli.
Fu a capo della delegazione giapponese al Comitato sugli Usi Pacifici dei fondali marini e oceanici (1968-1972) e in Giappone lavorò come segretario privato del ministro degli Affari Esteri (1971-1972). Per dei periodi rappresentò il Giappone alla conferenza per l'UNCLOS (tra il 1973 e il 1982) e fece da segretario privato per il primo ministro Takeo Fukuda (1976-1978). Dal 1979 al 1981 lavorò all'ambasciata a Washington e come visiting professor ad Harvard. Dal 1988 rappresentò il Giappone presso l'OCSE a Parigi e nel 1989 tornò in patria come ministro aggiunto degli Affari Esteri per due anni. Dal 1991 al 1993 fu vice ministro presso lo stesso dicastero.
Rappresentò il suo paese all'ONU dal 1994 al 1998, arco di tempo nel quale presiedette per due volte l'UNSC, e alla Conferenza mondiale sulle donne del 1995. Durante il suo mandato all'ONU promosse una nuova strategia nell'era "Post-Guerra Fredda" e progettò la seconda Conferenza Internazionale di Tokyo sullo Sviluppo Africano (TICAD II) nell'ottobre 1998. In quest'anno rappresentò la delegazione nazionale al vertice del Movimento dei non allineati e capeggiò la delegazione del paese alla Conferenza Diplomatica dell'ONU sull'istituzione della CPI.

### Attività accademica
In ambito accademico è stato attivo come professore di organizzazione e diritto internazionale. Insegnò all'Università di Tokyo dal 1963, all'Harvard Law School (1979-1981, 1987, 1989), è stato professore aggiunto alla Columbia Law School e Inge Rennert Distinguished Visiting Professor of Law presso la New York University School of Law. Ha anche insegnato all'Università di Leida, dove è professore emerito di lingua e culture giapponesi. Nel 2021 è stata istituita la Owada Chair alle Università di Tokyo e di Leida, che si concentra sul rapporto tra il diritto internazionale e le relazioni internazionali con approcci interdisciplinari.

## Cariche
- Presidente del Japan Institute of International Affairs (1999-2003);[6]
- Consigliere Senior del presidente della Banca Mondiale (1999-2000);[6]
- Membro dell'Istituto di diritto internazionale dal 2001 (presidente dal 2011 al 2013).[9][14]

## Opere
Hisashi Owada ha scritto libri e articoli su questioni internazionali, economiche e politiche. I suoi testi includono:
- (EN) Japanese Practice in the Field of International Law, 1984.
- (EN) From Involvement to Engagement — New Foreign Policy Directions of Japan, 1994.
- (EN) Diplomacy, 1996.

## Onorificenze

### Onorificenze accademiche
- Humanitarian Studentship in Diritto Internazionale, Università di Cambridge (1958-1959).[5]